# Исаково (Удмуртия)
Иса́ково (удм. Тукты́м-починка́) — деревня в Балезинском районе Удмуртии. Административный центр Исаковского сельского поселения.

## География
Деревня находится на берегу одного из левых притоков реки Юнда.

### Часовой пояс
Деревня Исаково, как и вся Удмуртская Республика, находится в часовой зоне МСК+1. Смещение применяемого времени относительно UTC составляет +4:00.

## Население
| 1961 | 2007 | 2008 | 2010 | 2012 | 2014 |
| ---- | ---- | ---- | ---- | ---- | ---- |
| 58   | ↗618 | →618 | ↘524 | ↘514 | ↗606 |

## Улицы
| - ул. Дедово, - ул. Комсомольская, - ул. Сибирская, - ул. Советская, | - ул. Труда, - ул. Школьная, - ул. Южная. |

## Инфраструктура
В деревне функционируют средняя школа и детский сад.

## Транспорт
До федеральной дороги Р321 около 2,5 км.